# Jalen Bridges

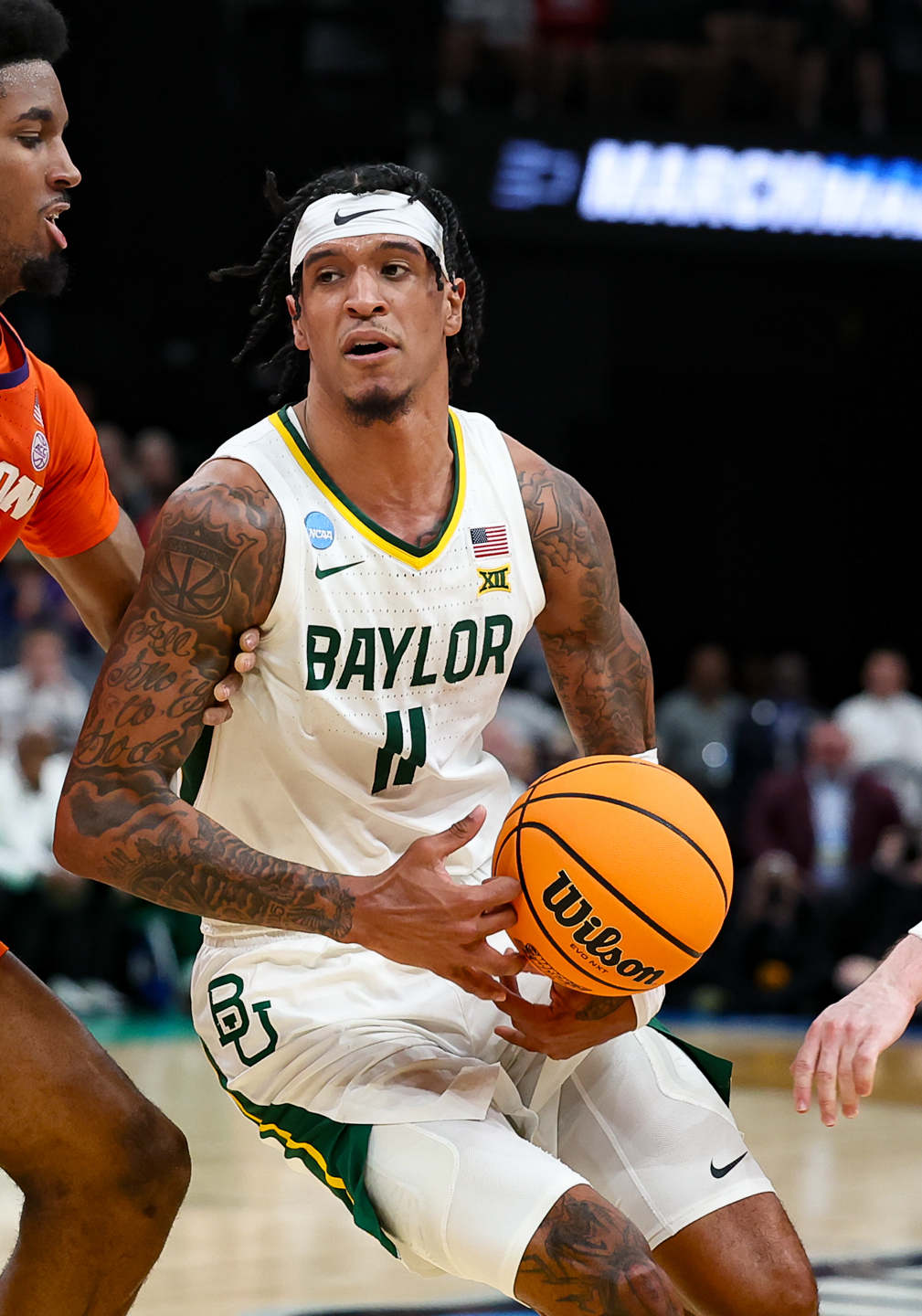
Jalen Bridges, 2024.

Jalen Lashaun Bridges, född 14 maj 2001 i Fairmont i West Virginia, är en amerikansk professionell basketspelare (SF) som spelar för Phoenix Suns i National Basketball Association (NBA).
Han blev aldrig NBA-draftad.
Innan Bridges blev proffs studerade han först på West Virginia University och spelade för deras idrottsförening West Virginia Mountaineers. Bridges blev senare överförd till Baylor University för spel i Baylor Bears.